# Сайто Макото
Виконт Сайто Макото (яп. 齋藤 實 Сайто: Макото, современными иероглифами — 斎藤 実; 27 октября 1858 — 26 февраля 1936) — адмирал Императорского флота Японии. Генерал-губернатор Кореи с 1919 по 1927 годы и с 1929 по 1931 годы и премьер-министр Японии с 26 мая 1932 по 8 июля 1934 года.

## Биография

### Молодость
Сайто Макото родился в деревне Сиогама в районе Мидзусава, провинция Муцу (на сегодняшний день это город Осю, префектура Ивате). Он был сыном самурая из клана Мидзусава, служившего офицером полиции префектуры Ивате. При рождении имел имя Томигоро, которое поменял после окончания Военно-морской академии (в 1873 поступил и в 1879 году окончил Японскую императорскую военно-морскую академию (6й выпуск)). По успеваемости он был третьим из 17-ти учеников. В 1884 году получил чин лейтенанта.

### Военная карьера
В 1884 году был послан в США на четырёхлетнюю стажировку, военный атташе при миссии. С 1886 года – капитан ВМФ. После возвращения в Японию в 1888 году он поступил на службу при Генеральном штабе флота Японии.
После того, как 20 декабря 1893 года получил звание капитан-лейтенанта, служил в штабе флота, в качестве старшего помощника командира на крейсере «Идзуми» и линкоре «Фудзи».
Во время японо-китайской войны был капитаном крейсеров «Акицусима» (с декабря 1897) и «Ицукусима» (с октября 1898). 10 ноября 1898 года стал заместителем министра ВМФ. 20 мая 1900 года получил звание контр-адмирала. С мая по октябрь 1900 года – директор департамента по военным делам министерства ВМФ. С октября 1903 по январь 1904 – начальник штаба военно-морских сил. С февраля по декабрь 1904 – снова директор директор департамента по военным делам министерства ВМФ.

### Политическая карьера
Снова стал заместителем министра флота в начале русско-японской войны. Вице-адмиралом стал 6 июня 1904 года. В феврале-ноябре 1905 – начальник Учебного штаба ВМФ. После окончания войны был назначен министром военно-морского флота (с 1 января 1906 по 16 апреля 1914 года). Основной своей задачей видел увеличение флота.
21 сентября 1907 года получил титул барона согласно системе кадзоку. 16 октября 1912 года стал адмиралом. Однако 16 апреля 1914 года был вынужден уйти с поста и 11 мая вышел в отставку.

### Генерал-губернатор Кореи

#### Назначение
В 1919 году в Корее произошло масштабное восстание против японских колониальных властей. Восстание удалось подавить, но генерал-губернатор Хасэгава ушёл в отставку. Премьер-министр Хара Такаси 12 августа назначил Сайто новым генерал-губернатором Кореи. Сайто был единственным человеком, занимавшим пост генерал-губернатора, не будучи при этом действующим военным. При обсуждении кандидатуры генерального инспектора Сакатани Ёсиро, бывший министр финансов и один из наиболее либеральных японских политиков тех лет, предложил Сайто назначить на эту должность корейца. Однако генерал-губернатор счёл это политически неправильным и назначил первым генеральным инспектором Мидзуно Рэнтаро.
Вскоре после его вступления в должность на Сайто было совершено покушение: антияпонски настроенный кореец бросил в него бомбу.

#### Реформы в Корее
На посту генерал-губернатора Сайто начал проводить более либеральную политику, нежели его предшественники. Он распустил корпус жандармерии, существовавший в Корее со времён её аннексии Японией, впервые в корейской истории ввёл ограниченное местное самоуправление. При нём был открыт первый корейский университет — Императорский университет Кэйдзё (совр. Сеульский национальный университет), начали издаваться газеты «Тона ильбо» и «Чосон ильбо» (ныне это крупнейшие газеты современной Южной Кореи).
Помимо прочего, он значительно смягчил политику по отношению к корейским христианам.
29 апреля 1925 года получил титул виконта. В апреле-сентябре 1927 года был полномочным представителем на Женевской морской конференции. Тогда же он стал членом Тайного совета Японии и 9 декабря 1927 ушёл в отставку с поста генерал-губернатора. 17 ноября 1928 года ушёл в отставку с государственной службы.
17 августа 1929 года вновь назначен генерал-губернатором Кореи и продолжил свой либеральный курс: в 1931 году полномочия органов местного самоуправления в Корее были увеличены. 17 июня 1931 уволен с поста по личной просьбе, назначен государственным министром.

### Премьер-министр Японии
После убийства премьер-министра Инукаи Цуёси 15 мая 1932 года фанатиками из числа моряков, считавших, что Инукаи склонен к соглашательству с врагом, князь Сайондзи Киммоти, последний из гэнро, решил положить конец господству военных в правительстве. В качестве компромисса на пост премьер-министра 26 мая был назначен Сайто, занявший (до 6 июля) также пост министра иностранных дел. 3 марта 1934 занял также пост министра образования.

#### Кабинет Сайто
| Должность                             | Министр            | С                | По               |
| ------------------------------------- | ------------------ | ---------------- | ---------------- |
| Премьер-министр                       | Сайто Макото       | 26 мая 1932      | 8 июля 1934      |
| Министр образования                   | Хатояма Итиро      | 26 мая 1932      | 3 марта 1934     |
| Министр образования                   | Сайто Макото       | 3 марта 1934     | 8 июля 1934      |
| Министр внутренних дел                | Ямамото Тацуо      | 26 мая 1932      | 8 июля 1934      |
| Министр иностранных дел               | Сайто Макото       | 26 мая 1932      | 6 июля 1932      |
| Министр иностранных дел               | Утида Косай        | 6 июля 1932      | 14 сентября 1933 |
| Министр иностранных дел               | Хирота Коки        | 14 сентября 1933 | 8 июля 1934      |
| Министр колоний                       | Нагай Рюутаро      | 26 мая 1932      | 8 июля 1934      |
| Министр связи                         | Минами Хироси      | 26 мая 1932      | 8 июля 1934      |
| Министр коммерции и промышленности    | Накадзима Кумакити | 26 мая 1932      | 9 февраля 1934   |
| Министр коммерции и промышленности    | Мацумото Дзёдзи    | 9 февраля 1934   | 8 июля 1934      |
| Министр юстиции                       | Кояма Мацукити     | 26 мая 1932      | 8 июля 1934      |
| Министр флота                         | Окада Кэйсукэ      | 26 мая 1932      | 9 января 1933    |
| Министр флота                         | Осуми Минэо        | 9 января 1933    | 8 июля 1934      |
| Министр армии                         | Араки Садао        | 26 мая 1932      | 23 января 1934   |
| Министр армии                         | Хаяси Сэндзюро     | 23 января 1934   | 8 июля 1934      |
| Министр финансов                      | Такахаси Корэкиё   | 26 мая 1932      | 8 июля 1934      |
| Министр железнодорожного транспорта   | Мицути Тюудзо      | 26 мая 1932      | 8 июля 1934      |
| Министр сельского и лесного хозяйства | Гото Фумио         | 26 мая 1932      | 8 июля 1934      |
| Главный секретарь кабинета            | Сибата Дзэндзабуро | 26 мая 1932      | 13 марта 1933    |
| Главный секретарь кабинета            | Хорикири Дзэндзиро | 13 марта 1933    | 8 июля 1934      |
| Глава законодательного бюро           | Хорикири Дзэндзиро | 26 мая 1932      | 13 марта 1933    |
| Глава законодательного бюро           | Куросаки Тэйдзо    | 13 марта 1933    | 8 июля 1934      |

Оставшийся военным министром Араки Садао немедленно начал требовать отставки правительства Сайто. В течение правления Сайто Япония признала Маньчжоу-го (15 сентября 1932) и вышла из Лиги Наций (27 марта 1933).
Срок пребывания Сайто на должности премьер-министра коалиционного правительства (основные партии – конституционно-демократическая и Риккэн Сэйюкай) стал одним из самых долгих в межвоенный период. 8 июля 1934 года его кабинет ушёл в отставку в связи с коррупционным скандалом, спровоцированным именно с целью отставки правительства. Новым премьер-министром стал Кэйсукэ Окада.

### После отставки

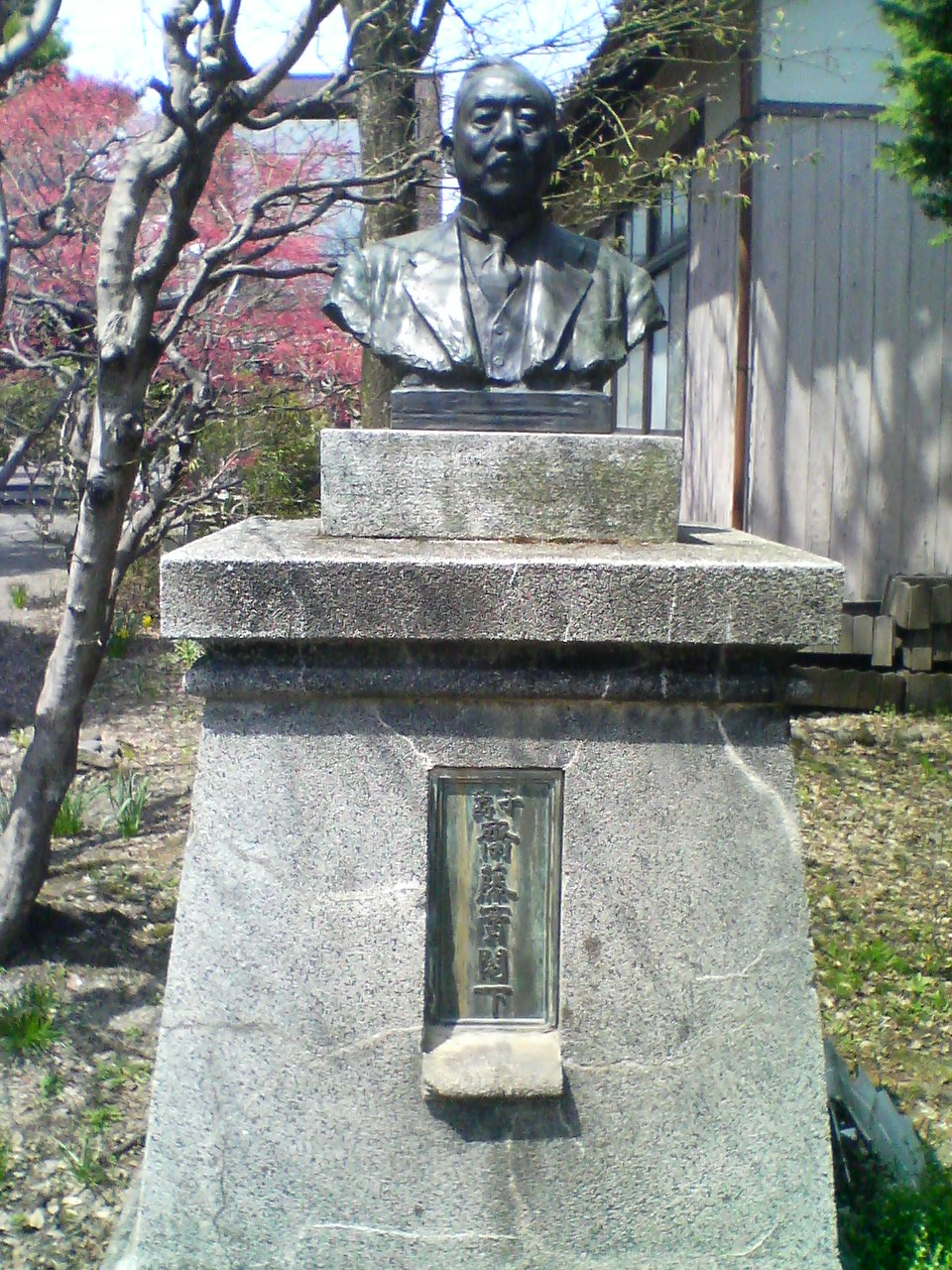
Памятник Сайто Макото

В июне 1935 стал президент Японской федерации бойскаутов, в декабре – председателем Японской киноассоциации; при этом остался влиятельным политиком: 26 декабря 1935 года был назначен министром — хранителем печати Японии.
Во время путча 26 февраля был застрелен мятежниками в своём доме в Токио (на его теле было обнаружено 47 пулевых отверстий и десятки ран от меча). Был похоронен на кладбище Тама.
Посмертно был награждён Высшим орденом Хризантемы.